# San Francisco Chinameca
San Francisco Chinameca é um município localizado no departamento de La Paz, em El Salvador.